# Édouard Sévène
Pour les articles homonymes, voir Sévène.
Édouard Sévène, né le 6 mars 1761 à Marvejols, mort le 15 septembre 1822 à Rouen, est un entrepreneur français, dirigeant de manufactures, inspirateur du Blocus continental sous le Premier Empire.

## Biographie
Jacques-Édouard Sévène est le fils de Raymond de Sévène, seigneur de Mazet et de Limouze, avocat au parlement de Toulouse, et de Marie de Delon. Il a pour frères Jean-Auguste, Pierre et Louis,.
Édouard Sévène épouse Suzanne Delon à Montpellier le 8 mai 1788. Il rachète en 1790 aux enchères la filature de coton ayant appartenu à Jean Holker ; il se met pour cela en association avec le négociant Guillibaud. En 1791, il acquiert une deuxième manufacture de tissu de Rouen. Étant devenu en 1796 leur seul propriétaire, il se met en société avec ses frères, fondant une société regroupant les deux entreprises, avec un capital de 600 000 francs,.
L'entreprise est prospère sous le Consulat. Napoléon Bonaparte la visite le 2 novembre 1802, scène immortalisée par le peintre Jean-Baptiste Isabey. La société s'élargit et comporte plus tard des établissements à Paris pour la banque et le négoce, dirigés par ses frères, pendant que lui-même dirige les deux établissements rouennais de la société, et une autre manufacture pour son propre compte. Il est membre du conseil général des manufactures et président du conseil des prudhommes.

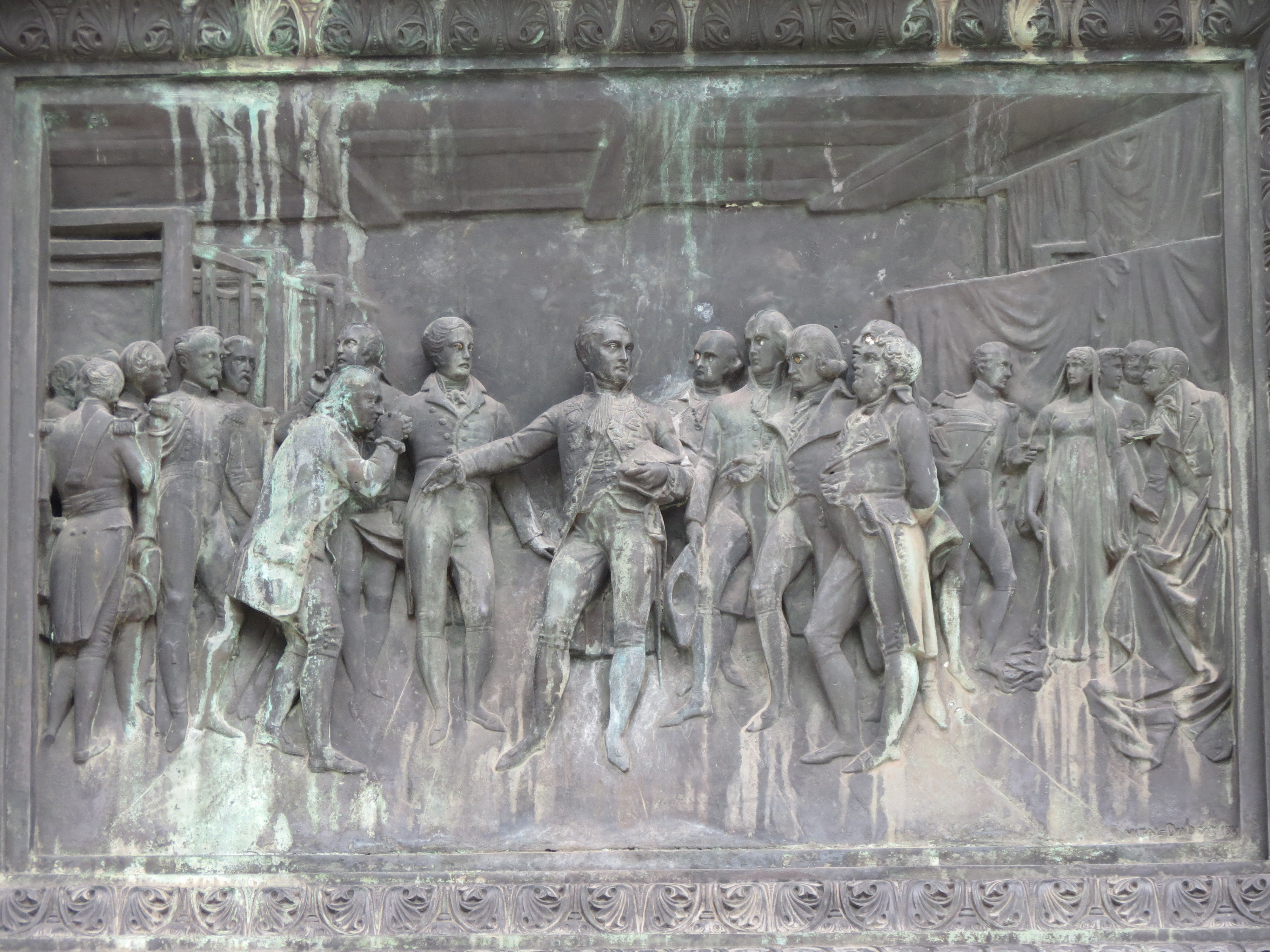
Bas-relief en bronze sur le socle de la statue équestre de Napoléon à Rouen représentant « Le premier consul visite les manufactures du faubourg Saint-Sever et récompense le plus ancien ouvrier de l'industrie rouennaise 2 novembre 1802 ».

Dès 1806, Édouard Sévène réclame du gouvernement l'interdiction de l'importation des cotons anglais. Selon Jean Tulard, c'est ce qui aurait incité Napoléon à établir le Blocus continental. 
Lui et ses frères sont touchés par la crise de 1811, puis par le retour de la concurrence anglaise en 1814. 
Édouard Sévène reçoit une médaille d'or à l'Exposition des produits de l'industrie française en 1819. Il meurt à son domicile à Rouen, au 17 rue Saint-Julien, le 15 septembre 1822,.
Il avait épousé en 1788 sa cousine Suzanne Delon, dont il a eu trois enfants : Raymond Sévène, qui épousa Marguerite de La Rue, d'une famille de banquiers et propriétaires de manufactures ; un second fils, Auguste Sévène, qui épousa Armandine Armand ; et une fille, Anna-Augustine Sévène, qui épousa Pierre Taupinart de Tilière, banquier et manufacturier à Rouen, qui travailla en association avec lui.